# Паштет
Паште́т (нім. Pastete — «паштет, пиріжок») — це фарш з печінки, приготований особливим чином; а також так називають круглий пиріг з листкового тіста з начинкою з такого фаршу.

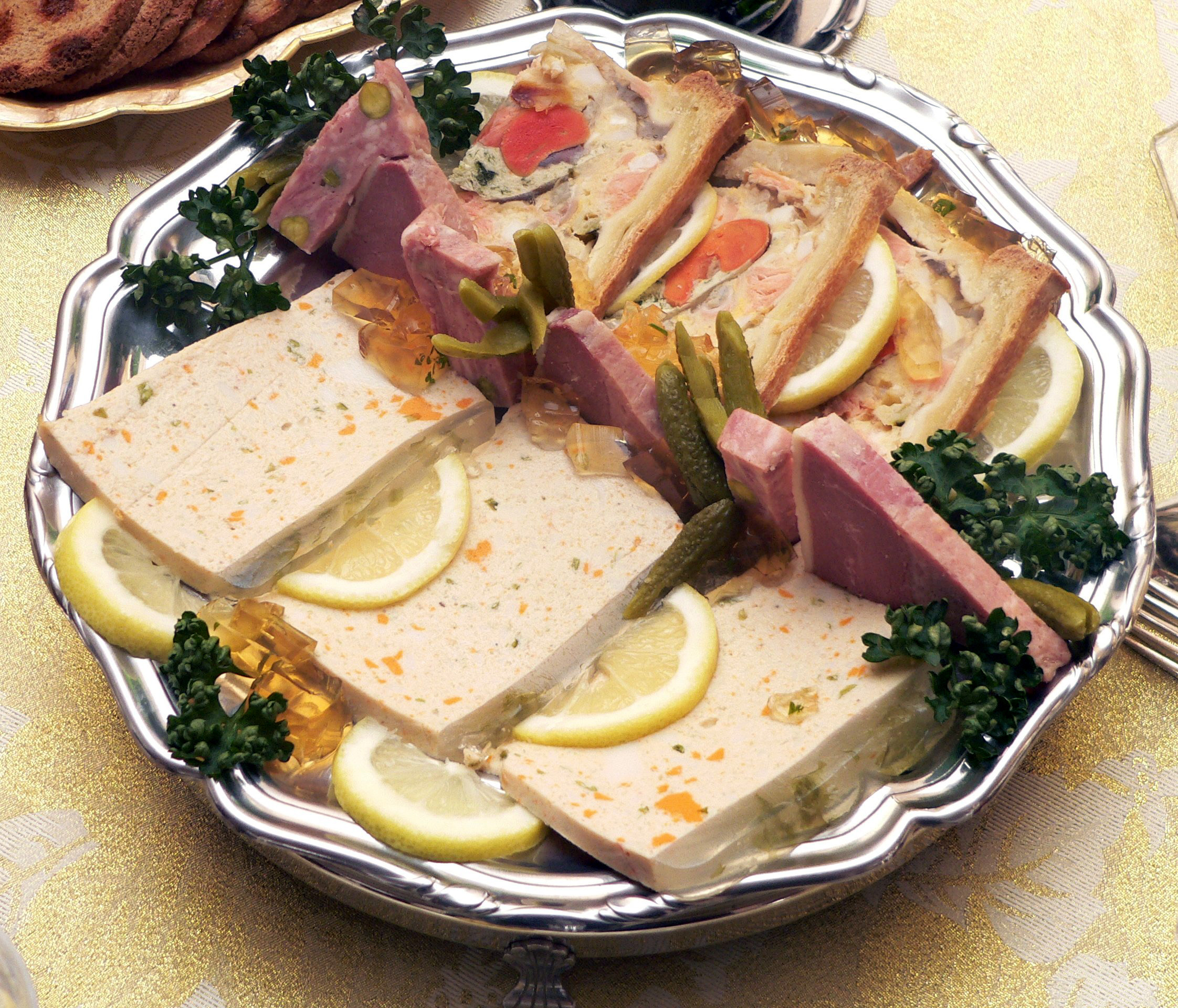
Нарізані паштет і террін

В Україні найпопулярніший паштет з печінки. Паштет зазвичай використовують для приготування бутербродів.

## Складники
У печінковий паштет часто додають вершкове масло, моркву і цибулю. Щоб надати паштету більш складний смак і аромат, в нього можна додати різні трави, а також вино і терті горіхи.

## Вегетаріанський паштет
Вегетаріанський паштет готують з тофу, грибів (зокрема, трюфелів), горіхів, бобів.